# Carabassera de pelegrí
La carabassera vinatera o de pelegrí (Lagenaria siceraria), en anglès calabash és una cucurbitàcia que o bé pot ser usada com a verdura quan encara no ha madurat o bé utilitzada com ampolla o pipa.
La carabassa vinera va ser una de les primeres espècies cultivades del món.

## Origen i dispersió
Segons alguns el seu origen és africà i per a altres asiàtic en zones subtropicals. Ja es cultivava a Europa abans del descobriment d'Amèrica, en canvi, les altres cucurbitàcies cultivades venen d'Amèrica.

## Usos
Com a verdura el seu ús és freqüent al sud de la Xina fregida o en sopa se'n diu hulu o huzi en mandarí. En la gastronomia japonesa normalment es ven assecada en tires i és un ingredient del sushi.
A Birmània també se'n mengen les fulles bullides acompanyades de salsa de peix fermentada (nga peet).
A l'Amèrica central se'n mengen les seves llavors torrades i se'n fa una mena d'orxata.
A l'Índia a més de menjar-se-la en fan instruments musicals com els anomenats tanpura, veena, etc.
Altres usos són per a fer-ne tasses, bols i portar aigua, o altres coses, com per a atrapar peixos. A Jamaica és una referència per l'estil rastafari.

## Oli
De les llavors, per pressió, se n'extreu un oli amb diversos usos, és comestible i medicinal.

## Toxicitat
Com altres membres de les cucurbitàcies la carbassera vinera conté cucurbitacina que és citotòxica.

## Imatges

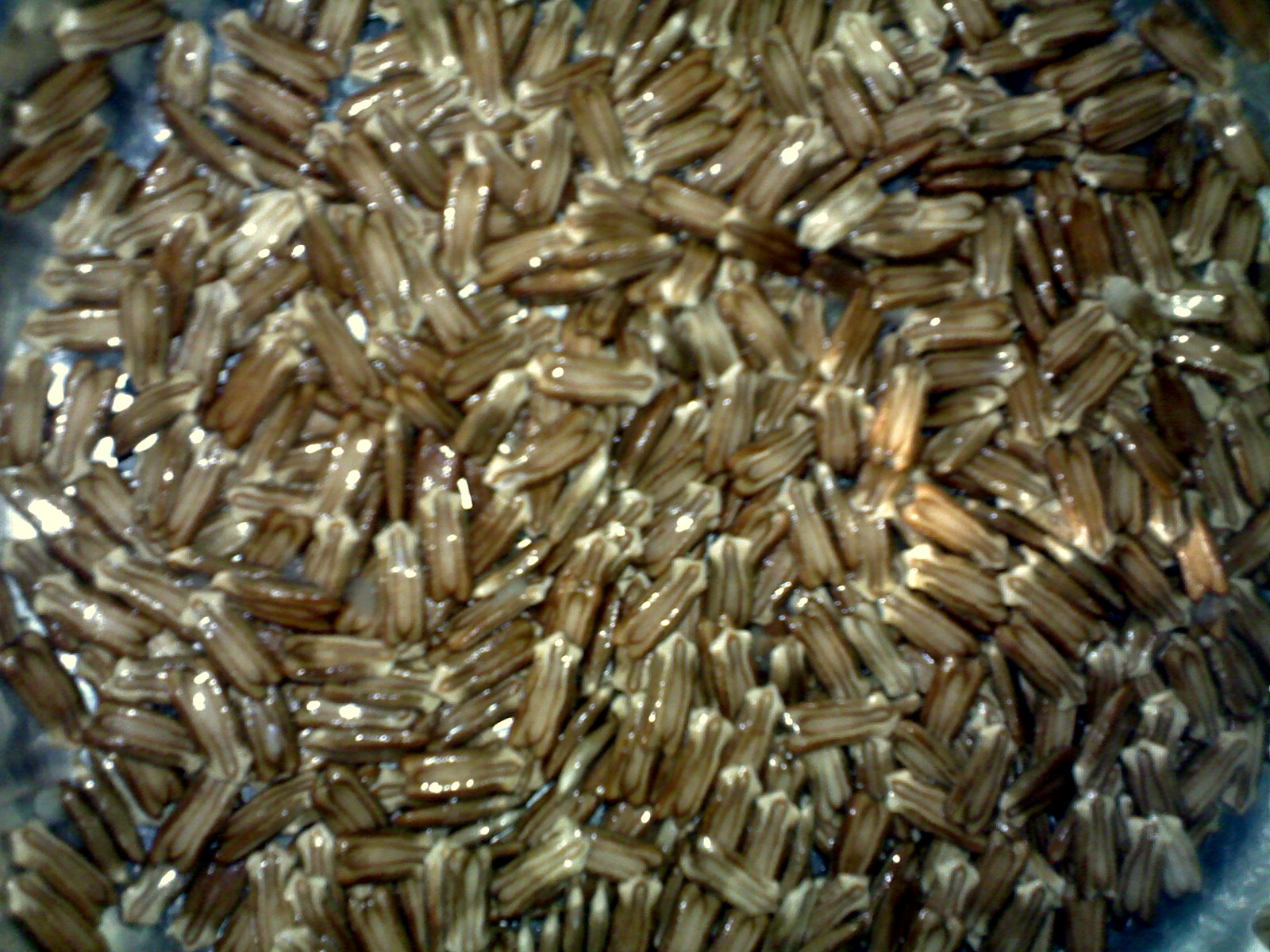
Llavors
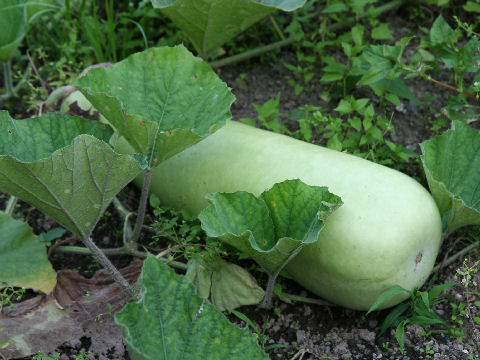
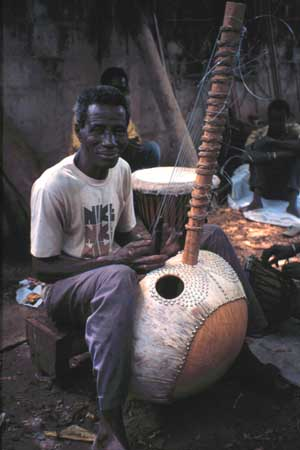
Fent instruments musicals
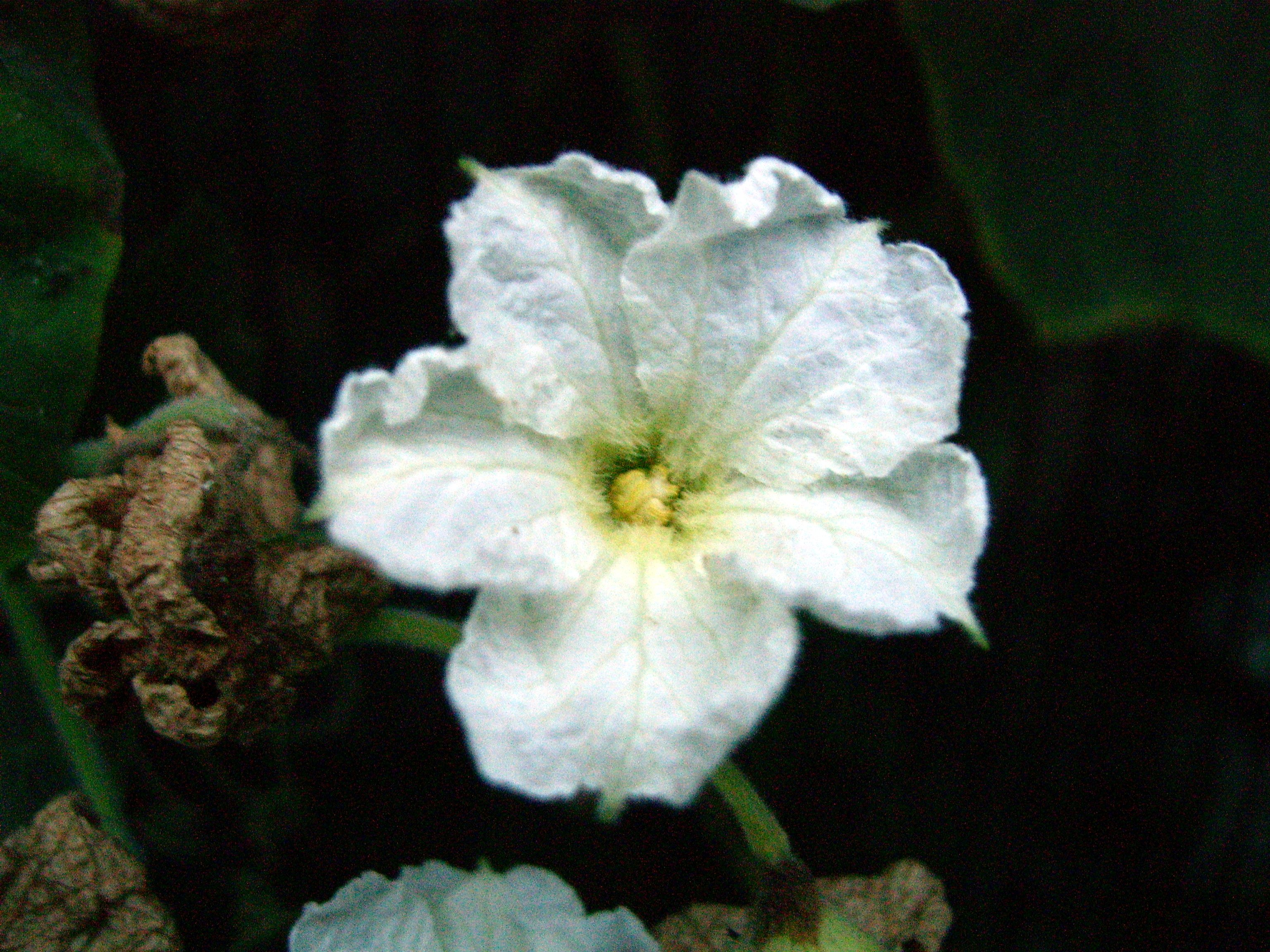
Flor
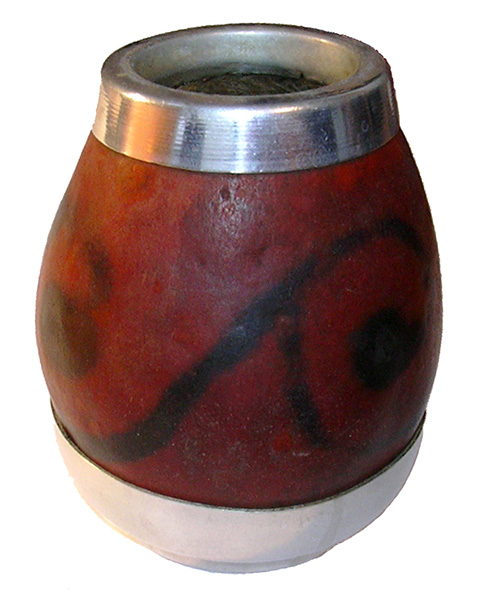
Recipient per a beure
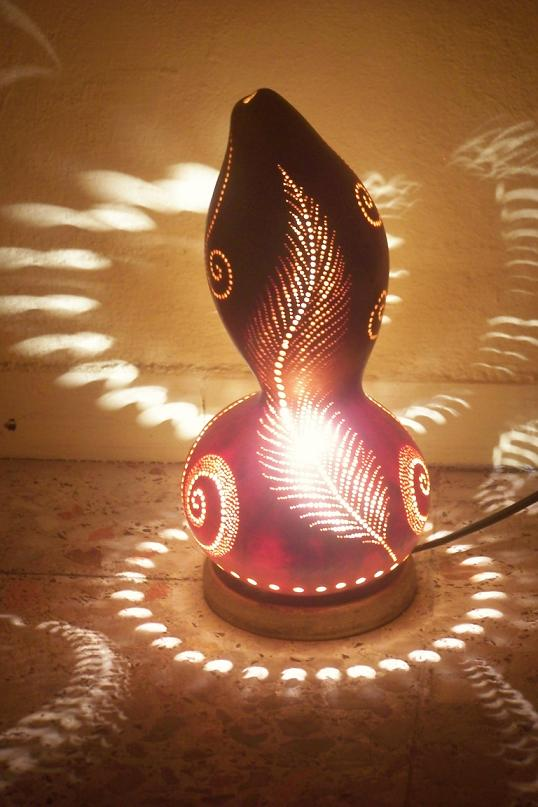
Llàntia
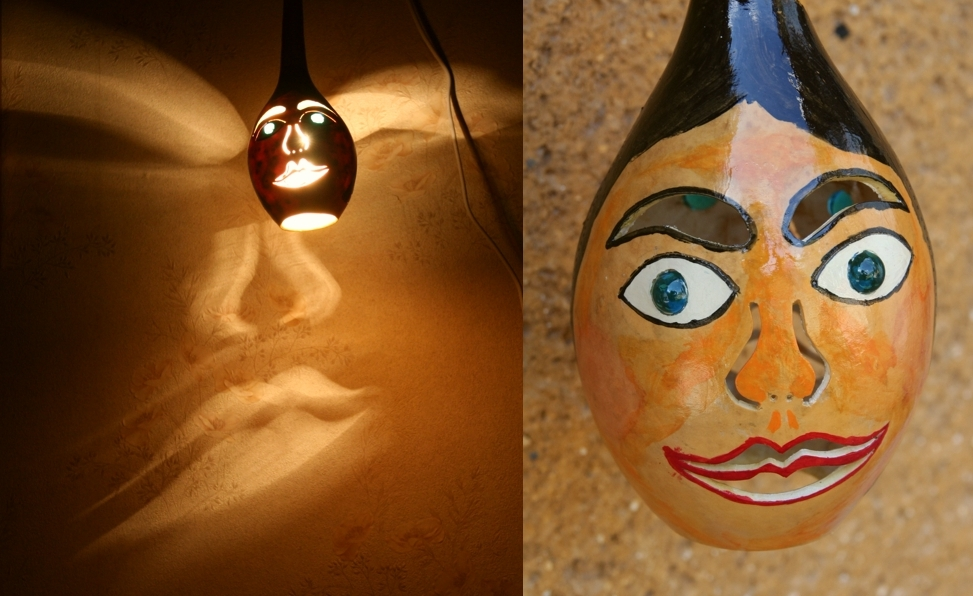
Llàntia
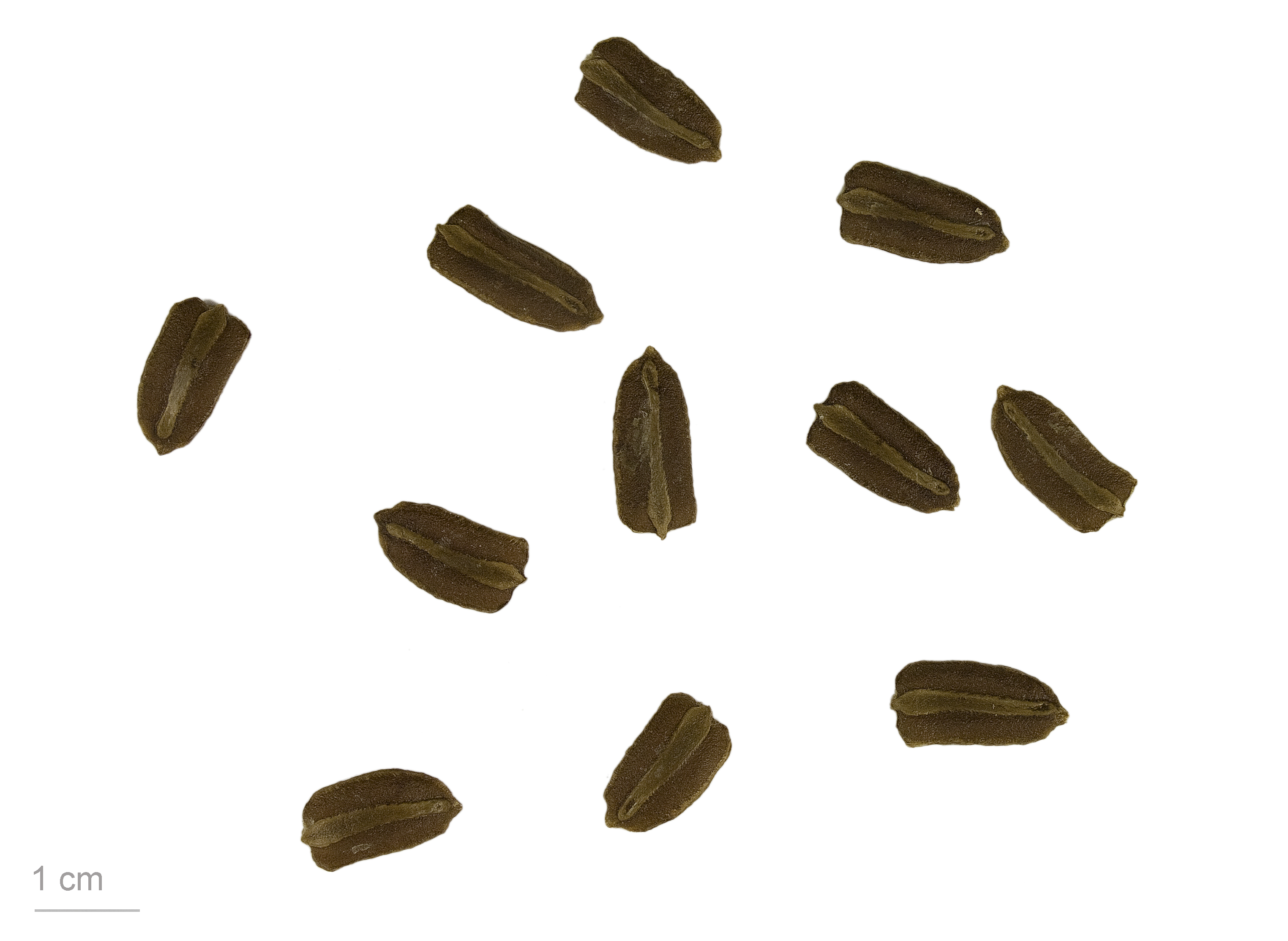
Lagenaria siceraria var peregrina Museum specimen